# مقايسة التراص الدموي

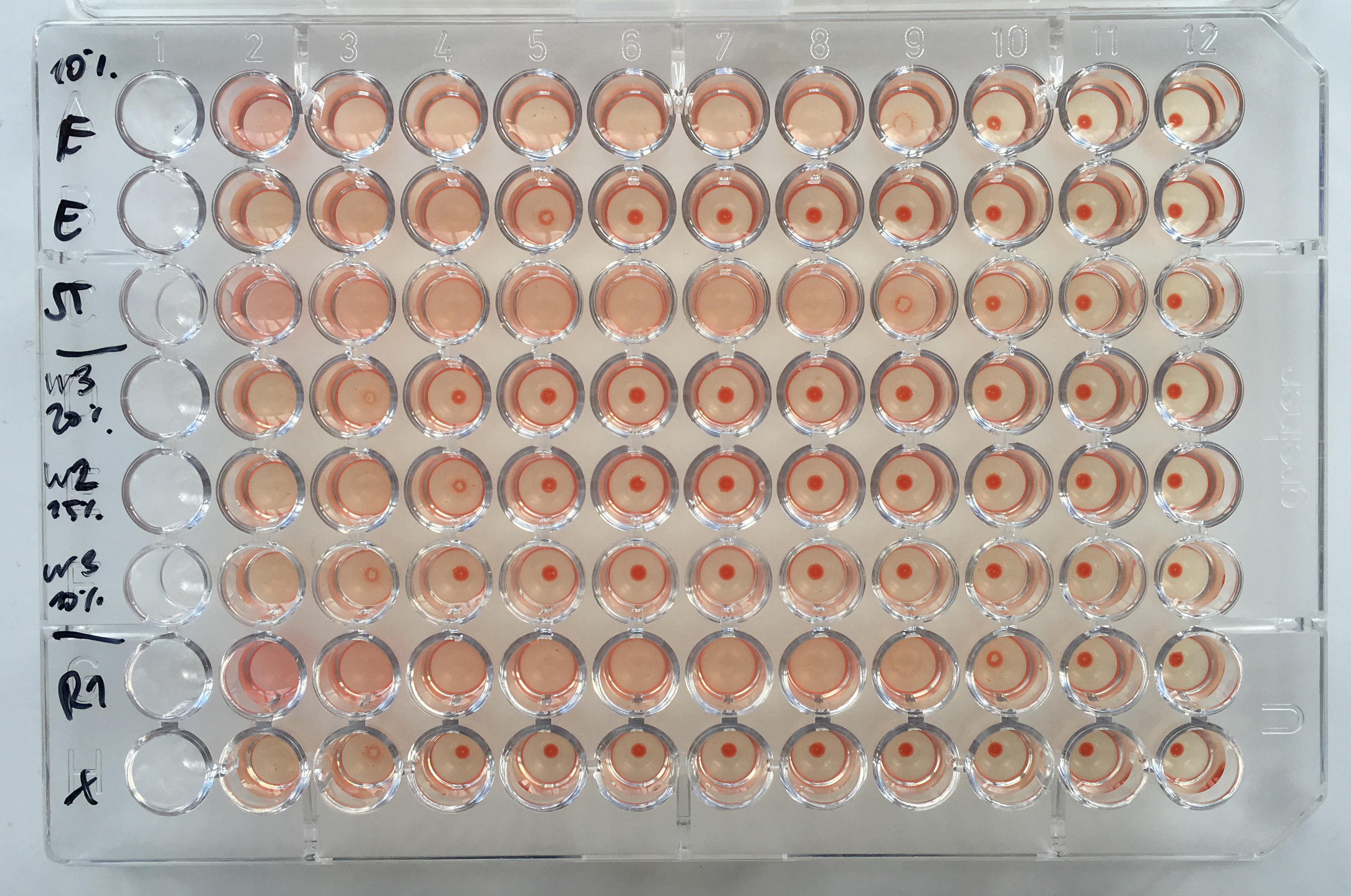

مقايسة التراص الدموي أو طريقة تجمع الهيم (أو تقييم التراص الدموي؛ المعروف اختصارًا باسم HA) هي وسيلة لقياس الفيروسات أو البكتيريا كمًا بواسطة التراص الدموي. وهي وسيلة سهلة وبسيطة وسريعة ويمكن تطبيقها على أعداد كبيرة من العينات.
ومقايسة التراص الدموي للفيروس، على العكس من أشكال أخرى من القياس الكمي للفيروس مثل مقايسة اللويحات أو 50% للجرعة المعدية من استنبات الأنسجة ، لا تعطي أي قياس للعدوى الفيروسية نظرًا لأنه لا يُطلب تكاثر فيروسي في هذه المقايسة. ونفس الشيء قد لا يكون صحيحًا عند استخدام مقايسة التراص الدموي بالنسبة للبكتيريا.

## آلية العمل
بعض العائلات الفيروسية والكثير من البكتيريا لديها بروتينات مغلفة أو سطحية قادرة على الالتصاق (التمسك) بخلايا الدم الحمراء البشرية أو الحيوانية (RBC) والالتصاق بحمض N-acetylneuraminic . وحيث أن كل جزيء من الجزيئات الملتصقة يعلق بخلايا الدم الحمراء المتعددة، فإن بنية الشبيكة ستتكون.

## الإجراء
تتوقف الشروط التفصيلية على نوع الفيروس أو البكتيريا قيد المقايسة نظرًا لأن بعض قيم درجة الحموضة والقوة الأيونية يمكن أن تؤثر على نشاط البروتينات محل الاهتمام بما يصعب من التنبؤ بالسلوك.
وعادة، سوف يتم تطبيق تخفيف الفيروس (على سبيل المثال ثنائي الازدواج من 1:4 إلى 1:4096) على تخفيف خلايا الدم الحمراء (على سبيل المثال من 0.1% إلى 0.7% في خطوات من 0.2%) لمدة 30 دقيقة تقريبًا، غالبًا في درجة حرارة 4 درجات، وإلا فإن الفيروسات ذات نشاط النورامينيداز سوف تفصل الفيروس عن خلايا الدم الحمراء. بعد ذلك، سيتم احتساب الأجزاء المشكلة للشبيكة والعيار المحسوب.
تركيز الفيروس في الفيريونات لكل ملليلتر=107 x HA titer 
يتم تحديد عيار مقايسة التراص الدموي بواسطة آخر بنية متغيرة لـ«الشبيكة» يتم العثور عليها. وهذا لأنها تكون في نقطة، إذا تم تخفيفها بعد ذلك، فإن مقدار جزيئات الفيروس ستكون أقل من تلك الجزيئات الخاصة بخلايا الدم الحمراء وبالتالي لن تكون قادرة على لصق بعضها ببعض.
بالنسبة للبكتيريا، واستنادًا إلى الأنواع، سيتم تطبيق تخفيف بكتيري على جزء متساوٍ من تخفيف خلايا الدم الحمراء ثم القيام بوضعه في محضن لمدة من 30 دقيقة إلى ساعة في درجة حرارة مثالية للنمو قبل أخذ الملاحظات.

## مقايسة تثبيط التراص الدموي
تُعتبر مقايسة تثبيط التراص الدموي من الأشكال الشائعة لمقايسة التراص الدموي المستخدمة لقياس مستويات الأجسام المضادة الخاصة بالإنفلونزا في مصل الدم. وفي هذا النوع، سوف تتداخل الأجسام المضادة لفيروس الإنفلونزا مع تعلق الفيروس بخلايا الدم الحمراء. وبالتالي يتم تثبيط التراص الدموي عندما تكون الأجسام المضادة موجودة بدرجة تركيز كافية.